# Anisopygus americanus
Anisopygus americanus là một loài tò vò trong họ Ichneumonidae.